# Franz Ray
Franz Ray – as lotnictwa niemieckiego Luftstreitkräfte z 17 potwierdzonymi zwycięstwami w I wojnie światowej. 
1 października 1916 roku rozpoczął służbę w Jagdstaffel 1. Pierwsze potwierdzone zwycięstwo powietrzne odniósł 23 listopada. 17 grudnia 1916 roku został na miesiąc skierowany do szkoły pilotów myśliwskich Jastaschule I. Od 15 stycznia 1917 roku został przydzielony do eskadry myśliwskiej Jagdstaffel 28. Przez ponad pół roku nie odniósł żadnego zwycięstwa, dopiero we wrześniu odniósł swoje drugie zwycięstwo, które było dla niego przełomowym. Od tego momentu do końca listopada liczba jego zwycięstw zwiększyła się do 9.
15 grudnia 1917 roku został mianowany dowódcą nowo utworzonej eskadry Jagdstaffel 49, na stanowisku tym pozostał do zakończenia działań wojennych odnosząc jeszcze 8 zwycięstw.
Losy powojenne Franza Raya nie są znane.